# Nyctemera clathratum
Nyctemera clathratum là một loài bướm đêm thuộc phân họ Arctiinae, họ Erebidae.